# Behind the Curve
Behind the Curve (bra: A Terra É Plana) é um documentário de 2018 sobre os que acreditam na Terra plana nos Estados Unidos. Dirigido por Daniel J. Clark, o filme foi lançado nos Estados Unidos em 15 de novembro de 2018, e no Netflix em fevereiro de 2019.
O documentário examina a ideia da Terra plana a partir de várias perspectivas, incluindo terra-planistas notórios como Mark Sargent, Nathan Thompson e Patricia Steere, bem como astrofísicos de universidades como UCLA e CalTech. São apresentados trechos da Conferência Internacional da Terra Plana 2017, realizada na Carolina do Norte, que atraiu centenas de participantes.

## Sinopse
Behind the Curve gira principalmente em torno do terra-planista Mark Sargent e sua vida como um membro ativo da comunidade terra-planista. Sargent fala sobre sua interpretação da teoria da Terra plana e seu papel como defensor dessa teoria, bem como sua série de vídeos e podcasts no YouTube. Sargent é seguido enquanto participa de várias reuniões sobre a Terra plana. Outros terra-planistas incluem Patricia Steere, criadora do podcast Flat Earth and Other Hot Potatoes, e Jeran Campanella e Bob Knodel, criadores do canal do YouTube GlobeBusters. 
Profissionais da comunidade científica como o astronauta Scott Kelly dão sua opinião sobre o fenômeno e discutem posições científicas corrente sobre conspirações em geral, bem como as possíveis consequências da falta de pensamento crítico na sociedade. 
Ao longo do filme, os defensores da Terra plana discutem suas abordagens experimentais para provar sua teoria. É feita uma cobertura de várias conferências e encontros com a presença dos participantes do filme, incluindo a 2017 International Flat Earth Conference (Conferência Internacional da Terra Plana), realizado em Raleigh, Carolina do Norte. 
Quando perguntaram ao diretor Daniel J. Clark sobre o tema do filme em uma entrevista, ele disse: "meu sonho seria que, quando as pessoas assistissem o filme, elas fizessem uma analogia do terra-planismo com algo em que elas acreditam, porque é tão fácil demonizar outro grupo ou outra pessoa por algo que eles pensam, mas você é meio que igualmente culpado se faz o mesmo. 

## Lançamento
Behind the Curve foi primeiramente lançado no Festival Internacional de Documentários Canadense Hot Docs, em Toronto, Canadá, em 30 de abril de 2018. Desde então, foi exibido em vários festivais de cinema ao redor do mundo. 

## Recepção
O filme recebeu críticas positivas. No site agregador de resenhas Rotten Tomatoes, o documentário tem uma classificação média de 8/10.
As resenhas descrevem o filme como "hilário, informativo, mas premente" e "empático", com vários comentaristas elogiando seu "olhar humanista em algumas das pessoas mais ridicularizadas na América".